# Camp Dread
Camp Dread (tytuł alternat. Dead.tv) − amerykański film fabularny z 2014 roku w reżyserii Harrisona Smitha, horror z podgatunku slasher. W filmie w rolach głównych wystąpili Eric Roberts, Danielle Harris i Felissa Rose. Premiera projektu miała miejsce w kwietniu 2014.

## Opis fabuły
Twórca popularnej w latach 80. serii horrorów realizuje nowy film, który ma stanowić połączenie projektu fabularnego oraz reality show. Akcja obrazu toczy się na kempingu, a bohaterami produkcji zostaje trudna młodzież. Wąska linia pomiędzy fikcją a rzeczywistością zaciera się, gdy aktorzy zaczynają ginąć z rąk tajemniczego mordercy.

## Obsada
- Eric Roberts − Julian Barrett
- Felissa Rose − Rachel Steele
- Nicole Cinaglia − Adrienne
- Joe Raffa − Novak
- Danielle Harris − szeryf Donlyn
- Brian Gallagher − John Hill
- Gnomi Gre − Missy
- Kyle Patrick Brennan − Jerry
- Alexander Mandell − Matty
- Montana Marks − Katie
- Angel Anthony Marrero − Calvin
- Tommy Sztubinski − zastępca szeryfa Michael Eldridge

## Odbiór
Albert Nowicki (witryna His Name Is Death), w skali 1−10, wycenił film na sześć punktów, pisząc: "Nawet jeśli Camp Dread pozbawiony jest rzeźniczego uroku trylogii Hatchet Adama Greena, dysponuje innymi walorami: komicznymi one-linerami, obecnością bogini horroru Danielle Harris w obsadzie, satyryczną na wielu poziomach wymową, ambiwalentnym wątkiem LGBT, który zadowoli gejowską publikę." Patrick Bromley (dvdverdict.com) chwalił scenę zamykającą film, choć nie nazwał Camp Dread w pełni udanym horrorem.